# Bent Høie

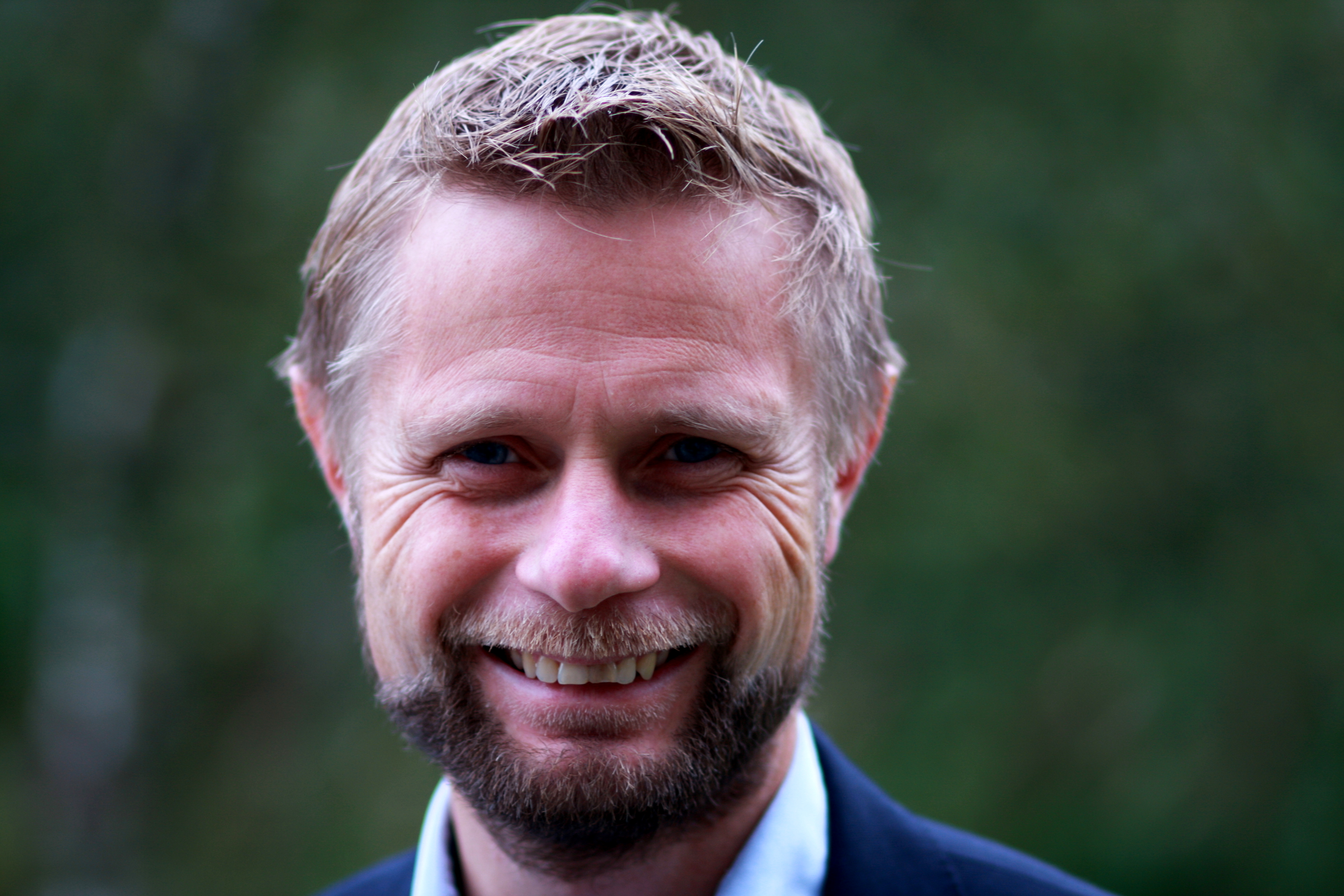
Bent Høie (2009)

Bent Høie (* 4. Mai 1971 in Randaberg) ist ein norwegischer Politiker der konservativen Partei Høyre (H). Von Oktober 2013 bis Oktober 2021 war er der Gesundheitsminister seines Landes, von 2000 bis 2021 war er Abgeordneter im Storting. Seit November 2021 ist er der Statsforvalter von Rogaland.

## Leben
Nach seiner Schulzeit studierte Høie ein Jahr lang Rechtswissenschaften an der Universität Bergen sowie von 1991 bis 1993 Hotelmanagement an der Norsk hotellhøgskole. Im Jahr 1990 wurde er zum Vorsitzenden der Jugendorganisation Unge Høyre in der Provinz Rogaland gewählt, was er bis 1992 blieb. Zwischen 1993 und 1995 war er Mitglied im Vorstand der Jugendpartei. In der Zeit von 1991 bis 1995 saß er im Kommunalparlament seiner Heimatgemeinde Randaberg. In den Jahren 1991 bis 2000 war er Abgeordneter im Fylkesting von Rogaland. Von 1995 bis 1999 arbeitete er als politischer Berater der Høyre-Fraktion im Stadtrat von Stavanger. Bei den Kommunalwahlen 1999 wurde Høie selbst Mitglied im Stadtrat.

### Abgeordneter im Storting
Bei den Parlamentswahlen in den Jahren 1993 und 1997 wurde Høie jeweils Vararepresentant, also Ersatzabgeordneter, im norwegischen Nationalparlament Storting. Als solcher rückte er am 8. April 2000 fest ins Parlament nach, nachdem sein Parteikollege Jan Johnsen verstarb. Für den Rest der Legislaturperiode saß Høie im Energie- und Umweltausschuss. Erstmals direkt ins Storting zog er bei der Wahl 2001 ein. Er vertrat dort den Wahlkreis Rogaland und wurde Mitglied im Sozialausschuss. Nach der Parlamentswahl 2005 wechselte er in den Kommunal- und Verwaltungsausschuss, im Anschluss an die Stortingswahl 2009 wurde er der Vorsitzende im Gesundheits- und Fürsorgeausschuss. In der Zeit von Mai 2010 bis September 2013 gehörte Høie zudem dem Fraktionsvorstand an. Im Jahr 2013 leitete er die Programmkommission der Konservativen, die das Wahlprogramm für die Parlamentswahl 2013 entwickelte.

### Gesundheitsminister
Am 16. Oktober 2013 wurde er zum Gesundheitsminister in der Regierung Solberg ernannt, was er auch nach der Parlamentswahl 2017 weiter blieb. Im März 2019 übernahm er die Position des am längsten amtierenden norwegischen Gesundheitsministers. Im Oktober 2018 wurde bekannt gegeben, dass Høie im Anschluss an die Parlamentswahl in Norwegen 2021 neuer Statsforvalter des Fylkes Rogaland werden solle. Zum Zeitpunkt der Bekanntgabe lautete der Amtstitel noch Fylkesmann. Im Dezember 2019 kündige Høie an, nicht erneut zur Wahl des stellvertretenden Vorsitzenden der Høyre-Partei anzutreten. Im September 2020 wurde Tina Bru zu seiner Nachfolgerin gewählt.
Nachdem er bei der Wahl 2021 nicht angetreten war, um Statsfovalter in Rogaland zu werden, schied er im Herbst 2021 aus dem Parlament aus. Sein Antritt für das neue Amt wurde auf den 1. November 2021 gelegt. Seine Amtszeit als Gesundheitsminister endete mit dem Abtritt der Regierung Solberg am 14. Oktober 2021.

### Statsforvalter
Am 1. November 2021 wurde er schließlich drei Jahre nach der Verkündung, dass er den Posten übernehmen solle, neuer Statsforvalter des Fylkes Rogaland. Im September 2022 kam seine Biografie Uro i koronaens tid heraus, in der er unter anderem über seine Zeit als Gesundheitsminister während der COVID-19-Pandemie schrieb.

### Privates
Im Juni 2000 ging Høie eine Ehe mit Dag Terje Solvang ein, im Oktober 2022 gaben die beiden ihre Trennung bekannt.

## Positionen
Høie befürwortete parteiintern eine Verschärfung des Abtreibungsrechts. Gemeinsam mit Erna Solberg sprach er sich dafür aus, dass schwere Erkrankungen bei Föten nach der zwölften Schwangerschaftswoche kein eigenständiger Grund für eine Abtreibung sein solle. Der Vorschlag wurde auf dem Parteitag nicht in das Wahlprogramm aufgenommen. Høie sprach sich des Weiteren gegen nicht-invasive Pränataltests aus, unter anderem, da diese falsch-positive Ergebnisse geben könnten.